# Les Bottes
Les Bottes est une nouvelle réaliste d’Anton Tchekhov, parue en 1885.

## Historique
Les Bottes fut initialement publié dans la revue russe Le Journal de Pétersbourg, no 182, du 3 juin 1885, signée Anton Tchékhov.

## Résumé
L'accordeur de piano Mourkine ne trouve pas ses bottes à son réveil. Où le valet Sémione les a-t-il mises hier soir après les avoir cirées ? Chez sa voisine de la pension. Il les lui demande, mais elle lui rend à travers la porte les bottes de Blistanov, un acteur qui vient coucher là de temps à autre. Il semblerait que Blistanov soit parti avec ses bottes. 
Le soir, Mourkine est au théâtre ; il veut récupérer ses bottes. Blistanov ne comprend rien à son histoire, il le frappe et le poursuit avec un pistolet en croyant qu'il est l'amant de sa femme.

## Édition française
- Les Bottes, traduit par Édouard Parayre, in Œuvres I, Paris, Éditions Gallimard, coll. « Bibliothèque de la Pléiade » no 197, 1968  (ISBN 978-2-07-0105-49-6).